# Nicolas de Pigage
Nicolas de Pigage (né le 3 août 1723 à Lunéville - mort le 30 juillet 1796 à Schwetzingen) est un architecte lorrain qui fut actif dans le Palatinat.

## Biographie

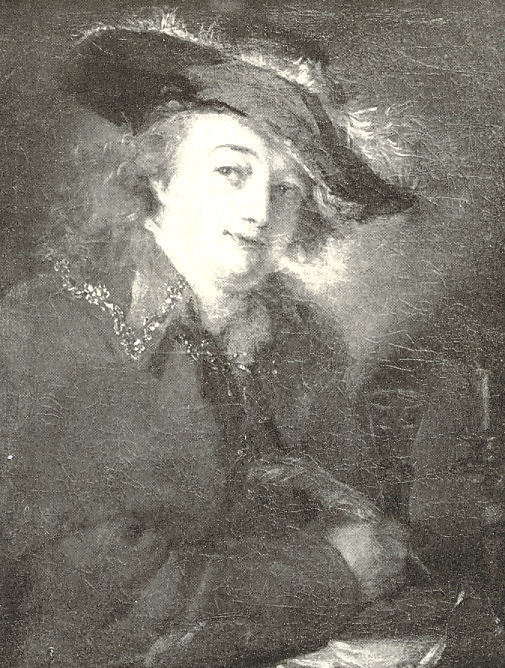
Nicolas de Pigage

Fils d'un tailleur de pierres, Pigage entreprit tout d'abord des études à l'École militaire de Paris (1743) puis, un an plus tard, il entra à l'Académie royale d'architecture, où il fut l'élève de Blondel.
L'électeur palatin Charles Théodore de Bavière le fit venir à Mannheim et fit de lui son architecte en chef (Oberbaudirektor) en 1752.

C'est sous la direction de Pigage que fut construit le château de Benrath (1755-1773). Pendant les travaux, Pigage fut nommé directeur des jardins de la cour palatine (1762). Il œuvra également à la construction de la résidence de Mannheim, à celle du théâtre du château de Schwetzingen, à la folie de la « mosquée » (1779-1796) dans le parc de ce dernier château. Il éleva l'aile ouest du château de Mannheim.

On lui doit également les plans de la Porte du pont Charles Théodore (Alte Brücke) à Heidelberg, de la Porte de Spire à Frankenthal, ainsi que ceux du manoir de Pflege Schönau.
À Mannheim, il habita pendant une dizaine d'années dans un hôtel particulier construit vers 1770 d'après ses plans (situé dans le carré B1 de la ville, il fut habité par Friedrich Hecker et sa famille entre 1840 et 1848, avant d'être détruit par un bombardement américain pendant la Seconde Guerre mondiale).
Pigage collabora également avec un autre architecte, Franz Wilhelm Rabaliatti (1716-1782), avec lequel il fut quelquefois en concurrence.

## Publications
- Nicolas Pigage, Galerie électorale de Dusseldorf, Bâle, 1778, 2 vol. in-folio. En ligne

## Crédit d'auteurs
- (de) Cet article est partiellement ou en totalité issu de l’article de Wikipédia en allemand intitulé « Nicolas de Pigage » (voir la liste des auteurs).